# لورد دانسني
لورد دانسني أو إدوارد جون مورتون دراكس بلونكيت، البارون ال18 لدانسني (بالإنجليزية: Lord Dunsany)‏ والمعروف تحت اسم اللورد دانسني وهو كاتب أنجلو-إيرلندي وكاتب مسرحي معظم أعماله الملحوظة في الخيال ونشر أكثر من ثمانين كتابا من أعماله التي تضمنت عدة مئات من القصص القصيرة وكذلك المسرحيات الناجحة والروايات والمقالات. اشتهر عام 1924 بروايته الخيالية «ملك ابنة إلفالاند». حقق شهرة كبيرة ونجاح مع قصصه ومسرحياته القصيرة في وقت مبكر، وكان يعتبر واحداً من أعظم الكتاب الذين يعيشون في العالم الناطق باللغة الإنجليزية.

## روابط خارجية
- لورد دانسني على موقع IMDb (الإنجليزية)
- لورد دانسني على موقع الموسوعة البريطانية (الإنجليزية)
- لورد دانسني على موقع ألو سيني (الفرنسية)
- لورد دانسني على موقع ميوزك برينز (الإنجليزية)
- لورد دانسني على موقع أول موفي (الإنجليزية)
- لورد دانسني على موقع قاعدة بيانات برودواي على الإنترنت (الإنجليزية)
- لورد دانسني على موقع قاعدة بيانات برودواي على الإنترنت (الإنجليزية)
- لورد دانسني على موقع ديسكوغز (الإنجليزية)
- لورد دانسني على موقع قاعدة بيانات الفيلم (الإنجليزية)
- لورد دانسني على موقع كينوبويسك (الروسية)
- لورد دانسني على موقع مباريات الشطرنج (الإنجليزية)